# Mary Wilson

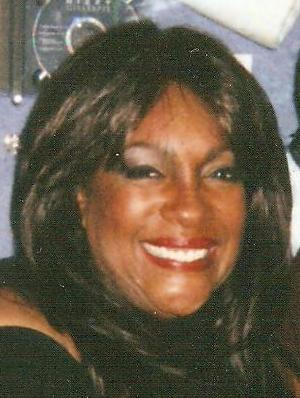
Mary Wilson - Blues Alley 2006.

Mary Wilson, född 6 mars 1944 i Greenville, Mississippi, död 8 februari 2021 i Henderson, Nevada, var en amerikansk sångerska och artist.
Mary Wilson var med och bildade den legendariska tjejgruppen The Supremes 1959 tillsammans med Florence Ballard, Diana Ross och Betty McGlown. I flera olika konstellationer var hon ständig medlem i gruppen tills den slutligen splittrades 1977. Hon gjorde även en show – Supremesoul, på Hamburger Börs, Stockholm, då tillsammans med Tommy Nilsson.
Wilson växte huvudsakligen upp i Detroit, Michigan.